# Сантока Танэда
Танэда Сантока (яп. 種田山頭火; 3 декабря 1882 — 11 октября 1940) — псевдоним японского поэта, мастера хайку, известного по своему «свободному стилю» в этом жанре. Настоящее имя — Танэда Сэити (種田正一).

## Жизнь
Танэда Сантока родился 3 декабря 1882 года в деревне на северо-востоке Хонсю — одного из главных островов Японии, в богатой семье землевладельца. Когда ему было десять лет, его мать покончила с собой, бросившись в семейный колодец. Хотя точная причина этого драматического поступка неизвестна, согласно дневникам Сантоки, его мать больше не могла выносить разврата и неверности его отца. После её смерти воспитанием Танэды занималась его бабушка.
В 1902 году Сэити поступил в Университет Васэда в Токио на литературный факультет. В это время он начал пить так много, что в 1904 году в начале русско-японской войны бросил Университет. Официальной причиной был «нервный срыв», но это, видимо, был эвфемизм частого и беспробудного пьянства. Ко всему прочему, в это время отец Сэити попал в такое тяжелое финансовое положение, что мог с трудом оплачивать образование сына.
В 1906 году, несмотря на склонность Сэити к выпивке и пороки его отца, они продали семейную землю, чтобы открыть дело по производству саке. В 1909 году Такэдзиро устроил свадьбу Сэити с Сакино Сато, девушкой из соседнего села. В своих дневниках Сантока признается, что вид тела его матери, извлеченного из воды, навсегда изменил его отношение к женщинам. Их брак был очень тусклым. Несмотря на это, в 1910 году Сакино родила сына Кэна.
В 1911 году Сеити начал публиковать переводы Тургенева и де Мопассана в литературном журнале «Сэйнэн» («Молодость») под псевдонимом «Сантока», что означало «Огонь на вершине горы». В том же году он вступил в местную группу поэтов хайку. В это время его хайку соблюдали в большинстве своем традиционно силлабическую форму, хотя были некоторые и гиперсилабические, например:
«Кафе ни декадан в рондзю нацу но тё тобери»
В кафе мы рассуждаем о декадансе

Летняя бабочка порхает
В 1913 году Сантока вступил в литературный клуб Огивари Сейсэнсуя. Огивара Сэйсенсуй (1884—1976) считается основоположником движения свободного хайку, хотя его современники, поэты Масаока Сики и Кавахигаси Хэкигото, также заслуживают признания. Поэты начала двадцатого века, входившие в движение свободного хайку, также известного как хайку свободного стиля, составляли свои произведения без традиционной силлабической структуры складов «(5-7-5)» и также без необходимого сезонного слова «(киго)». Сантока начал часто публиковать свою поэзию в литературном хайку-журнале Сейсенсуя «Соун» («Слоистые облака»). До 1916 года он стал редактором. Этот самый год, однако, ознаменовался банкротством дела по производству саке его отца Такедзиро после двух лет бесплодной работы. Семья потеряла все, что оставалось от их состояния. Такедзиро стал брать взаймы, а Сантока переехал вместе с семьей в город Кумамото, на юг острова Кюсю, где он планировал открыть магазин по продаже подержанных книг, который вскоре был открыт, но быстро превратился в лавку по продаже картинных рам. Два года спустя, обремененный долгами, младший брат Сантоки Дзиро наложил на себя руки. Потом умерла бабушка поэта. В 1919 году Сантока оставил свою семью, чтобы найти работу в Токио. В 1920-м по воле родителей жены Сантока с ней развелся. Вскоре после этого умирает его отец.
Сантока показал, что заниматься постоянной работой он может, также как учиться в университете, и хотя он занимал должность библиотекаря в 1920 году, в 1922-м он стал безработным вследствие ещё одного «нервного срыва». Он жил достаточно долго в Токио, чтобы стать свидетелем Великого Землетрясения Канто, после которого он был, очевидно, взят под стражу как коммунист. Вскоре после этого он вернулся в Кумамото, где помогал Сакино держать лавку.
В 1924 году чрезвычайно пьяный Сантока встал на железнодорожную колею перед поездом, который ехал ему навстречу, что могло быть (или нет) попыткой самоубийства. Но Сантока остался в живых, и его отвели в храм Хоон-дзи, где настоятель согласился позаботиться о нём. Дзен повлиял на Сантоку: в следующем году, когда ему было сорок два года, он был посвящен в монахи.
После первого года, проведенного в храме Митори Хоон-дзи, Сантока отправился в свое первое из многих путешествий. Он странствовал три года. Часть времени он потратил на то, чтобы осуществить паломничество на остров Сикоку. Он размышлял о своей матери. Он посетил могилу покойного друга и сторонника Сэйсенсуя, Озаки Хосай (1885—1926). В 1929 году он ненадолго вернулся в Кумамото, чтобы посетить Сакино и опубликовать некоторые хайку в «Соуни». Он начинает издавать свои произведения, названные в честь своей избушки «Самбаку». Но вскоре он снова отправляется в странствия.
Во время своих путешествий Сантока носил монашескую одежду и широкую шляпу, известную как «кеса», чтобы защищаться от солнца. У него была только одна миска, которую он использовал как для милостыни, так и для еды. Чтобы выжить, Сантока ходил от дома к дому, прося милостыню. Прошение милостыни (такахацу) — это важная часть жизни японских монахов. Но, поскольку Сантока не был членом монастыря, когда он путешествовал, был вынужден просить милостыню только на собственные нужды. К нему часто относились с пренебрежением, и несколько раз его допрашивала полиция. За дневную милостыню он мог получить комнату в гостинице, еду и саке. Из его дневников видно, что у него были очень противоречивые чувства относительно своего способа жизни:

28 марта, 1933. Даже если это означает остаться без еды, я не хочу более просить ненавистное подаяние. Люди которые никогда не просили милостыню, с трудом поймут мои ощущения относительно этого.

26 ноября, 1934. Любить саке, пробовать на вкус саке, наслаждаться саке — это не так уж плохо. Но заглушать себя в саке, буйствовать под действием саке — не годится! Жить, таким образом, лишь выпивкой — чрезвычайно глупо!
4 ноября, 1939. Начал идти ливень и ветер сильно задул… Он сдул мою шляпу, и мои очки отправились в полет — какой беспорядок! Но ученик старших классов преподносит мне их — много, много благодарностей! Дождь льет все больше, и ветер дует все сильнее с каждым мгновением — ничего не остается кроме как остаться на ночлег в Окутомо — но ни один из отелей не приютил меня. Ну и пусть будет так! — все, что я говорю и, выглядя как крыса тонущая, я продолжаю свой путь. Наконец я не в силах более идти и я прячусь в придорожном складе. Я выкручиваю всю свою одежду, и остаюсь здесь на два часа. Потоп! — другого слова для этого не найти — мощный ветер хлещет, потоки дождя бегут свободными потоками. Я почувствовал, словно меня сбило с ног небо — прекрасное чувство, должен заметить. К вечеру я смог добраться до Сисикуя, но опять никто меня не приютил. Наконец, я добрался до Канноура, где я нашел отель, в котором мне дали комнату, к моей радости.

В 1932-м Сантока ненадолго поселился в хижине в префектуре Ямагути. Он назвал её «Китю-ан» («Обитель „Среди всего этого“»). Пока он жил там, он опубликовал свою первую поэтическую книгу «Доме но ко» («Миска для подаяния»). Он жил на пожертвования друзей и сторонников, на то, что он мог вырастить в своем саду, и на деньги, которые ему присылал его сын Кен. В 1934-м он снова отправился в пешее путешествие, но вскоре серьезно заболел и был вынужден вернуться домой. Он снова сделал попытку покончить жизнь самоубийством, но выжил. В 1936-м он снова отправился в странствия с намерением пройти по пути знаменитого поэта хайку Басё, как описано в «Узком Пути в далекий север». Он вернулся в «Китю-ан» через восемь месяцев.
В 1938 году Китю-ан стал непригоден для жизни[что?], а после ещё одного пешего путешествия Сантока остался в небольшом храме близ города Мацуяма. 10 октября 1940 года Сантока умер во сне.
Он опубликовал семь поэтических сборников и множество изданий «Самбаку». Ему было 57 лет.